# Constantine P. Cavafy
Constantine P. Cavafy còn gọi là Konstantin hoặc Konstantinos Petrou Kavafis (tiếng Hy Lạp: Κωνσταντίνος Π. Καβάφης, 29 tháng 4 năm 1863 – 29 tháng 4 năm 1933) – nhà thơ Hy Lạp.

## Tiểu sử
Constantine P. Cavafy sinh ở Alexandria, Ai Cập. Bố là một thương gia, sau khi ông mất cả gia đình sang Anh. Từ năm 1875 Cavafy quay trở về sống ở Alexandria làm báo và làm công chức. In thơ từ năm 1891 nhưng chỉ một số ít người biết. Năm 1903 in ở một tạp chí thơ Athens thì bắt đầu được giới phê bình chú ý. Sau đó in 2 tập thơ vào năm 1904 và 1910 nhưng chỉ sau khi chết mới được người đời công nhận là một nhà thơ vĩ đại của Hy Lạp.
Constantine P. Cavafy nổi tiếng ở châu Âu trước khi nổi tiếng ở Hy Lạp. Bài thơ quan trọng nhất Waiting for the Barbarians (Đợi chờ quân man rợ) được dịch sang tiếng Anh trở thành một hiện tượng. Nhà văn đoạt giải Nobel Văn học 2003 John Maxwell Coetzee dùng ý và lấy tên của bài thơ đặt cho một tiểu thuyết của mình. Tập thơ dịch của nhà thơ đoạt giải Nobel Văn học năm 1986 Joseph Brodsky in ở Nga cũng lấy tên của bài thơ này.
Cuộc đời và thơ của Cavafy trở thành nội dung xuyên suốt cuốn tiểu thuyết nổi tiếng Alexandria Quartet của Lawrence Durrell. Thơ của ông được các nhạc sĩ phổ nhạc và các nhà điện ảnh dựng phim về ông. Constantine P. Cavafy có ảnh hưởng đến các nhà thơ lớn thế kỷ XX như W. H. Auden, Eugenio Montale, Czeslaw Milosz, Joseph Brodsky. Ông mất vì bệnh ung thư đúng vào ngày sinh nhật 70 tuổi của mình.
Mặc dù chưa nhiều nhưng những bài thơ quan trọng và nổi tiếng nhất của Constantine P. Cavafy đã được dịch ra tiếng Việt.

## Tác phẩm
- Ποιήματα (1935)
- Άπαντα Τα Ποιήματα (2003)

## Một bài thơ
| CANDLES (Cavafy) Days to come stand in front of us like a row of lighted candles— golden, warm, and vivid candles. Days gone by fall behind us, a gloomy line of snuffed-out candles; the nearest are smoking still, cold, melted, and bent. I don’t want to look at them: their shape saddens me, and it saddens me to remember their original light. I look ahead at my lighted candles. I don’t want to turn for fear of seeing, terrified, how quickly that dark line gets longer, how quickly the snuffed-out candles proliferate. Collected Poems. Translated by Edmund Keeley and Philip Sherrard. Edited by George Savidis. Revised Edition. Princeton University Press, 1992) Ιθάκη Σα βγεις στον πηγαιμό για την Ιθάκη, να εύχεσαι νάναι μακρύς ο δρόμος, γεμάτος περιπέτειες, γεμάτος γνώσεις. Τους Λαιστρυγόνας και τους Κύκλωπας, τον θυμωμένο Ποσειδώνα μη φοβάσαι, τέτοια στον δρόμο σου ποτέ σου δεν θα βρεις, αν μεν' η σκέψις σου υψηλή, αν εκλεκτή συγκίνησις το πνεύμα και το σώμα σου αγγίζει. Τους Λαιστρυγόνας και τους Κύκλωπας, τον άγριο Ποσειδώνα δεν θα συναντήσεις, αν δεν τους κουβανείς μες στην ψυχή σου, αν η ψυχή σου δεν τους στήνει εμπρός σου. Να εύχεσαι νάναι μακρύς ο δρόμος. Πολλά τα καλοκαιρινά πρωϊά να είναι που με τι ευχαρίστησι, με τι χαρά θα μπαίνεις σε λιμένας πρωτοειδωμένους, να σταματήσεις σ' εμπορεία Φοινικικά, και τες καλές πραγμάτειες ν' αποκτήσεις, σεντέφια και κοράλλια, κεχριμπάρια κ' έβενους, και ηδονικά μυρωδικά κάθε λογής, όσο μπορείς πιο άφθονα ηδονικά μυρωδικά, σε πόλεις Αιγυπτιακές πολλές να πας, να μάθεις και να μάθεις απ' τους σπουδασμένους. Πάντα στον νου σου νάχεις την Ιθάκη. Το φθάσιμον εκεί ειν' ο προορισμός σου. Αλλά μη βιάζεις το ταξείδι διόλου. Καλλίτερα χρόνια πολλά να διαρκέσει και γέρος πια ν' αράξεις στο νησί, πλούσιος με όσα κέρδισες στο δρόμο, μη προσδοκώντας πλούτη να σε δώσει η Ιθάκη. Η Ιθάκη σ'έδωσε τ' ωραίο ταξείδι. Χωρίς αυτήν δεν θάβγαινες στον δρόμο. Άλλα δεν έχει να σε δώσει πια. Κι αν πτωχική την βρεις, η Ιθάκη δε σε γέλασε. Έτσι σοφός που έγινες, με τόση πείρα, ήδη θα το κατάλαβες οι Ιθάκες τι σημαίνουν. Monotony One monotonous day follows another identically monotonous. The same things will happen to us again and again, the same moments come and go. A month passes by, brings another month. Easy to guess what lies ahead: all of yesterday's boredom. And tomorrow ends up no longer like tomorrow. Voices Loved, idealized voices of those who have died, or of those lost for us like the dead. Sometimes they speak to us in dreams; sometimes deep in thought the mind hears them. And, with their sound, for a moment return sounds from our life's first poetry - like distant music fading away at night. Waiting for the Barbarians What are we waiting for, assembled in the forum? The barbarians are due here today. Why isn't anything happening in the senate? Why do the senators sit there without legislating? Because the barbarians are coming today. What laws can the senators make now? Once the barbarians are here, they'll do the legislating. Why did our emperor get up so early, and why is he sitting at the city's main gate on his throne, in state, wearing the crown? Because the barbarians are coming today and the emperor is waiting to receive their leader. He has even prepared a scroll to give him, replete with titles, with imposing names. Why have our two consuls and praetors come out today wearing their embroidered, their scarlet togas? Why have they put on bracelets with so many amethysts, and rings sparkling with magnificent emeralds? Why are they carrying elegant canes beautifully worked in silver and gold? Because the barbarians are coming today and things like that dazzle the barbarians. Why don't our distinguished orators come forward as usual to make their speeches, say what they have to say? Because the barbarians are coming today and they're bored by rhetoric and public speaking. Why this sudden restlessness, this confusion? (How serious people's faces have become.) Why are the streets and squares emptying so rapidly, everyone going home so lost in thought? Because night has fallen and the barbarians have not come. And some who have just returned from the border say there are no barbarians any longer. And now, what's going to happen to us without barbarians? They were, those people, a kind of solution. Translated by Edmund Keeley. In: C.P.Cavafy. Collected Poems. Princeton: Princeton University Press, 1975. |  |  | NGỌN NẾN (Cavafy) Những tháng ngày đang tới Tựa bao ngọn nến vàng Đang cháy bừng ấm áp Như chờ ngày mai sang Những tháng ngày đã qua Tựa nến kia tàn lụi Những ngọn nến sau cùng Còn vương tàn tro bụi… Đừng quay đầu nhìn lại Hình ảnh ngọn nến tàn Lạnh lùng và tan chảy Vương khói mờ thời gian Tôi không muốn nhìn lại Hàng nến đã tắt rồi Chúng khiến tôi buồn nhớ Ánh sáng ngày xa xôi Tôi nhìn về phía trước Bao ngọn nến của mình Chúng đang bừng rực cháy Sáng một màu lung linh Tôi sợ phải nhìn lại Hàng nến tắt sinh sôi Ngày càng dài thăm thẳm Như nỗi buồn đâm chồi. (bản dịch của Diệp Phương Chi) Ithaca Khi bạn suy nghĩ đi về Ithaca Hãy cầu nguyện để con đường thật dài Con đường đầy khám phá và đầy mạo hiểm. Những kẻ một mắt, những khổng lồ, thần biển Bạn không nên sợ hãi một chút nào Họ không hiện ra trên con đường của bạn Một khi cả thể xác lẫn linh hồn tin tưởng Vào những nghĩ suy, tình cảm thanh cao. Những kẻ một mắt, những khổng lồ, thần biển Sẽ không hiện ra trước mặt bạn đâu Một khi bạn không mang họ trong đầu Và linh hồn bạn không bày ra trước bạn. Hãy cầu nguyện để con đường thật dài Hãy cầu để còn nhiều lần như thế nữa Với bao buổi sáng mùa hè rực rỡ Khi bạn ghé vào bến cảng chửa từng quen Bạn hãy đến hàng của người Phê ni xiên Và hãy mua những món hàng quí nhất Xà cừ, san hô, gỗ mun, hổ phách Và những hương thơm say đắm tâm hồn Hãy làm sao để mua được nhiều hơn Rồi sau đó hãy đi về Ai Cập Ghé những nhà thông thái học khôn ngoan. Hãy luôn giữ Ithaca ở trong tim Đi đến đó với bạn là số mệnh Đừng cố gắng để làm cho đường ngắn Mà gắng kéo dài nó thật nhiều năm Để ngày về, một người tóc bạc trắng Với kiến thức góp nhặt ở trên đường Ithaca không còn gì cho bạn. Ithaca cho bạn cuộc hành trình Bởi nếu không, bạn đã chẳng lên đường Chỉ thế thôi, mà không cho gì khác. Và nếu bạn tìm ra Ithaca tội nghiệp Thì đừng nghĩ rằng bạn đã bị lừa Bạn khôn ngoan, kinh nghiệm và hiểu ra Ý nghĩa của Ithaca như đã biết. Sự đơn điệu Sự đơn điệu, ngày này tiếp ngày kia Cứ đều đều, chẳng có gì thay đổi Điều đã xảy ra và điều sẽ tới Những khoảnh khắc tương tự đến rồi đi. Và như thế tháng này tiếp tháng kia Dễ đoán ra những gì nằm phía trước Cái ngày hôm qua đã rất tẻ nhạt Còn ngày mai cũng sẽ chẳng khác gì. Những giọng nói Những giọng nói thân thương Của những người đã lìa trần Hoặc của những người ta coi như đã chết. Đôi khi chúng lại trở về trong những giấc mơ Ta nghe trong thâm sâu những ý nghĩ của ta. Và cùng với chúng, trong phút chốc quay về Tiếng vọng rõ ràng của thơ ngày trước Như tiếng nhạc trong đêm mờ dần rồi tắt. Đợi chờ quân man rợ Tại sao dân tình tụ tập ở đây? Vì hôm nay đến đây quân man rợ Thế tại sao nghị viện giờ đóng cửa? Nghị viện không làm luật nữa hay sao? Vì quân man rợ sẽ đến hôm nay Nghị viện ra luật làm gì cho uổng? Quân man rợ có luật riêng của chúng. Tại sao Hoàng đế dậy từ sáng sớm Và tại sao Hoàng đế ngoài cổng chính Mũ áo trang nghiêm ngự trên ngai vàng? Vì quân man rợ sẽ đến, và rằng Hoàng đế cần tiếp chuyện tên đầu sỏ Văn bản, giấy tờ sẽ trao cho nó Tước vị cao sang, toàn bộ chức quyền. Thế tại sao quan chấp chính, pháp quan Đội mũ khăn, mặc áo choàng màu đỏ Tại vì sao họ đeo xuyến thạch anh Và nhẫn ngọc lấp lánh trên tay họ? Tại sao những cây ba toong trang trí Bằng vẻ xa hoa của bạc của vàng? Vì quân man rợ sẽ đến, và thường Vẻ sang trọng làm cho lòa mắt chúng. Thế tại vì sao những nhà hùng biện Hôm nay không diễn thuyết như mọi ngày? Vì quân man rợ sẽ đến hôm nay Man rợ không ưa những lời hùng biện. Thế tại sao vẻ bồn chồn lo lắng Hiện ra trên gương mặt mọi người dân? Tại sao quảng trường, đường phố vắng tanh Tất cả lo đi về nhà trú ẩn? Và đêm buông, man rợ không thấy đến Từ biên cương ai đó mang tin về Rằng man rợ trên đời không còn nữa. Làm sao bây giờ, không còn man rợ? Dù sao, đấy là một giải pháp hay. Bản dịch của Nguyễn Viết Thắng |